# 東温泉
東温泉（ひがしおんせん）は、鹿児島県の硫黄島にある温泉。pH1.7前後の強酸性の硫黄明礬泉で、海を臨む岩礁に湯船をくりぬいた野湯である。源泉の温度は55℃ほどで、源泉から順に3つの湯船に注ぎ込むようになっており、その時の湯温に合わせて好みの湯船を利用する。 更衣施設等は一切無い。定期的に地元住民が清掃しているので、野湯の割には概ね清潔である。
- 湯船と海に流れ出る温泉水
- 東温泉から海を望む

## アクセス
- 車 で硫黄島港より約10分、徒歩で40-50分。